# Sekundærrute 297
De Sekundærrute 297 is een secundaire weg in Denemarken. De weg loopt van Bukkehave, bij Rødby, via Holeby en Kettinge naar Toreby, bij Nykøbing Falster. De Sekundærrute 297 loopt over het eiland Lolland en is ongeveer 33 kilometer lang.